# Кожагулов, Токкожа Мукажанович
Токкожа́ Мукажа́нович Кожагу́лов (каз. Тоққожа Мұқажанұлы Қожағұлов; eng. Tokkozha Kozhagulov; род. 1 января 1962, село Джамбул, Алма-Атинская область) — советский, казахстанский художник; Директор Института искусств, культуры и спорта КазНПУ имени Абая.
Ученый, профессор КазНПУ имени Абая, кандидат педагогических наук, член-корреспондент Академии художеств РК, член союза художников РК, лауреат Государственной молодёжной премии «Дарын».

## Биография
Родился в Алматинской области. В 1984 году закончил художественно-графический факультет Казахского педагогического института имени Абая и был направлен Минпросом КазССР в Джамбулский педагогический институт города Джамбула (г. Тараз), где работал преподавателем кафедры общетехнических дисциплин и трудового обучения с 1984 по 1987 годы.
С 1987 года преподает в Казахском педагогическом институте имени Абая на художественно — графическом факультете. В процессе трудовой деятельности занимал следующие должности: заместитель декана по воспитательной работе ХГФ АГУ им. Абая (1991—1994), заместитель декана по учебной работе ХГФ АГУ им. Абая (1994—1996), заместитель заведующего кафедрой академической живописи (1996—2008), заведующий кафедрой живописи (объединенной кафедры академической и станковой живописи) КазНПУ имени Абая (2008—2018).
С 2019 года директор института искусств, культуры и спорта КазНПУ имени Абая.

## Творчество
В 1989 году решением правления Союза художников КазССР был принят в члены молодёжного объединения Союза художников СССР.
Член Союза художников Республики Казахстан (с 1995).
Работы находятся в музеях Казахстана, России, Кыргызстана, а также в частных коллекциях в России, США, Турции, Германии, Японии, Прибалтике и Казахстане.
Автор более 30 научных статьей, 1 монографии, 4 учебно-методических пособий, соавтор типовых программ по специальности 050107 — «Изобразительное искусство и черчения»

## Награды
- Государственная молодёжная премия «Дарын»
- Международная премия им. Джамбула
- Премия М. Макатаева
- Почетная грамота Министерства образования и науки Республики Казахстан
- Почетный диплом КазНПУ им. Абая
- Нагрудный знак «Үздік ұстаз»
- Нагрудный знак «Айырықша еңбегі үшін»
- Почетная грамота Союза Художников Республики Казахстан
- Диплом Академии художеств Республики Казахстан «Таранды великого эля»
- Медаль «Батыр шапағаты»
- Медаль «100 лет советской милиции»
- Почетный гражданин Райымбекского района
- Медаль М.Макатаева
- Праздничная медаль, посвященная 90-летию КазНПУ им. Абая
- Медаль «За заслуги в изобразительном искусстве»
- Медаль «Ұлы елдің тарандысы»
- Праздничная медаль «50 лет Институту искусств, культуры и спорта»